# Занаятчийски дом (Куманово)
Занаятчийският дом (на македонска литературна норма: Занаетчиски Дом) е обществена сграда в Куманово, Република Македония. Сградата е една от най-представителни и хубави постройки в града, както и известен културен и архитектурен обект.

## Местоположение
Сградата е разположена в югозападния ъгъл на главния градски площад.

## История
Строежът на сградата е свързан с икономическия разцвет на града в началото на XX век. Дело е на руския архитект Владимир Антонов, който е автор на първия урбанистичен план на Куманово. Занаятчийският дом е построен между двете световни войни, когато Куманово е предимно занаятчийски град и домът е бил предназначен да се използва за културно издигане на занаятчийската младеж. По инициатива на занаятчийската гилдия в декември 1923 година е решено да се основе фонд за изграждане на дома. Темелният камък на сградата е поставен в края на май 1930 година. Сградата е построена за шест месеца, а на церемонията по въвеждане в експлоатация на 21 ноември 1930 година е организирано голямо тържество с присъствието на председателя на тогавашното правителство на Кралство Югославия, Петър Живкович. Домът е предназначен да служи за различни занаятчийски прояви. Целта и функциите на Занаятчийския дом се променят през годините, адаптирайки се към тенденциите и нуждите. В дома днес се помещава Държавният архив на Република Македония – Отделение Куманово, стопанисван от държавата. В друга част от сградата има голяма зала и дюкяни, стопанисвани от местната самоуправа.